# Endophyllum
Endophyllum is een geslacht van roesten uit de familie Pucciniaceae. Het geslacht is beschreven door Joseph-Henri Léveillé (1796-1870) en in 1826 geldig gepubliceerd. De typesoort is Endophyllum persoonii. 

## Soorten
Volgen Index Fungorum telt dit geslacht 41 soorten (peildatum april 2023):
| Soortnaam                          | Auteur(s)                                 | Publicatiejaar |
| ---------------------------------- | ----------------------------------------- | -------------- |
| Endophyllum alaskanum              | Savile                                    | 1962           |
| Endophyllum blumeae                | (Henn.) F. Stevens & Mendiola             | 1931           |
| Endophyllum cassiae                | (Bres.) F. Stevens & Mendiola             | 1931           |
| Endophyllum centranthi-rubri       | G. Poirault                               | 1902           |
| Endophyllum circumscriptum         | (Schwein.) Whetzel & Olive                | 1917           |
| Endophyllum decoloratum            | (Schwein.) Whetzel & Olive                | 1917           |
| Endophyllum dichroae               | Racib.                                    | 1909           |
| Endophyllum dimorphothecae         | A.R. Wood & Crous                         | 2005           |
| Endophyllum elaeagni-latifoliae    | (Petch) Gokhale, Thirum. & Patel          | 1955           |
| Endophyllum elytropappi            | (Henn.) A.R. Wood & Crous                 | 2005           |
| Endophyllum emiliae-sonchifoliae   | Nag Raj, Govindu & Thirum.                | 1972           |
| Endophyllum euphorbiae-characiatis | Liou                                      | 1929           |
| Endophyllum euphorbiae-nicaeensis  | Liou                                      | 1929           |
| Endophyllum euphorbiae-sylvaticae  | (DC.) G. Winter                           | 1881           |
| Endophyllum formosanum             | (Syd. & P. Syd.) Hirats. f. & S. Kaneko   | 1980           |
| Endophyllum griffithsiae           | Racib.                                    | 1900           |
| Endophyllum guttatum               | (J. Kunze) Syd. & P. Syd.                 | 1921           |
| Endophyllum heliotropii            | Thirum. & Naras.                          | 1950           |
| Endophyllum ixorae                 | Gäum.                                     | 1922           |
| Endophyllum kaernbachii            | (Henn.) F. Stevens & Mendiola             | 1931           |
| Endophyllum lacus-regis            | Savile & Parmelee                         | 1956           |
| Endophyllum macowanianum           | Pole-Evans                                | 1907           |
| Endophyllum macowanii              | Pole-Evans                                | 1909           |
| Endophyllum maheshwarii            | Hard. Singh & Jalan                       | 1965           |
| Endophyllum metalasiae             | (Syd. & P. Syd.) A.R. Wood & Berndt       | 2012           |
| Endophyllum mpenjatiense           | A.R. Wood & Berndt                        | 2012           |
| Endophyllum nairobianum            | (Cummins) A.R. Wood                       | 2006           |
| Endophyllum osteospermi            | (Doidge) A.R. Wood                        | 1998           |
| Endophyllum pampeanum              | (Speg.) J.C. Lindq.                       | 1963           |
| Endophyllum persoonii              | Lév.                                      | 1826           |
| Endophyllum pumilio                | (Kunze ex Sacc.) Syd.                     | 1939           |
| Endophyllum rivinae                | (Berk. & M.A. Curtis) Arthur              | 1907           |
| Endophyllum sedi                   | (DC.) Lév.                                | 1826           |
| Endophyllum sempervivi             | (Alb. & Schwein.) de Bary                 | 1863           |
| Endophyllum spilanthis             | Thirum. & Govindu                         | 1954           |
| Endophyllum stachytarphetae        | (Henn.) Whetzel & Olive                   | 1917           |
| Endophyllum striatosporum          | Wakef.                                    | 1949           |
| Endophyllum superficiale           | (P. Karst. & Roum.) F. Stevens & Mendiola | 1931           |
| Endophyllum uninucleatum           | Moreau ex Sacc. & Trotter                 | 1925           |
| Endophyllum valerianae-tuberosae   | Maire                                     | 1900           |
| Endophyllum wedeliae               | (Earle) Whetzel & Olive                   | 1917           |